# Songket

Weefster op Sumatra's Westkust

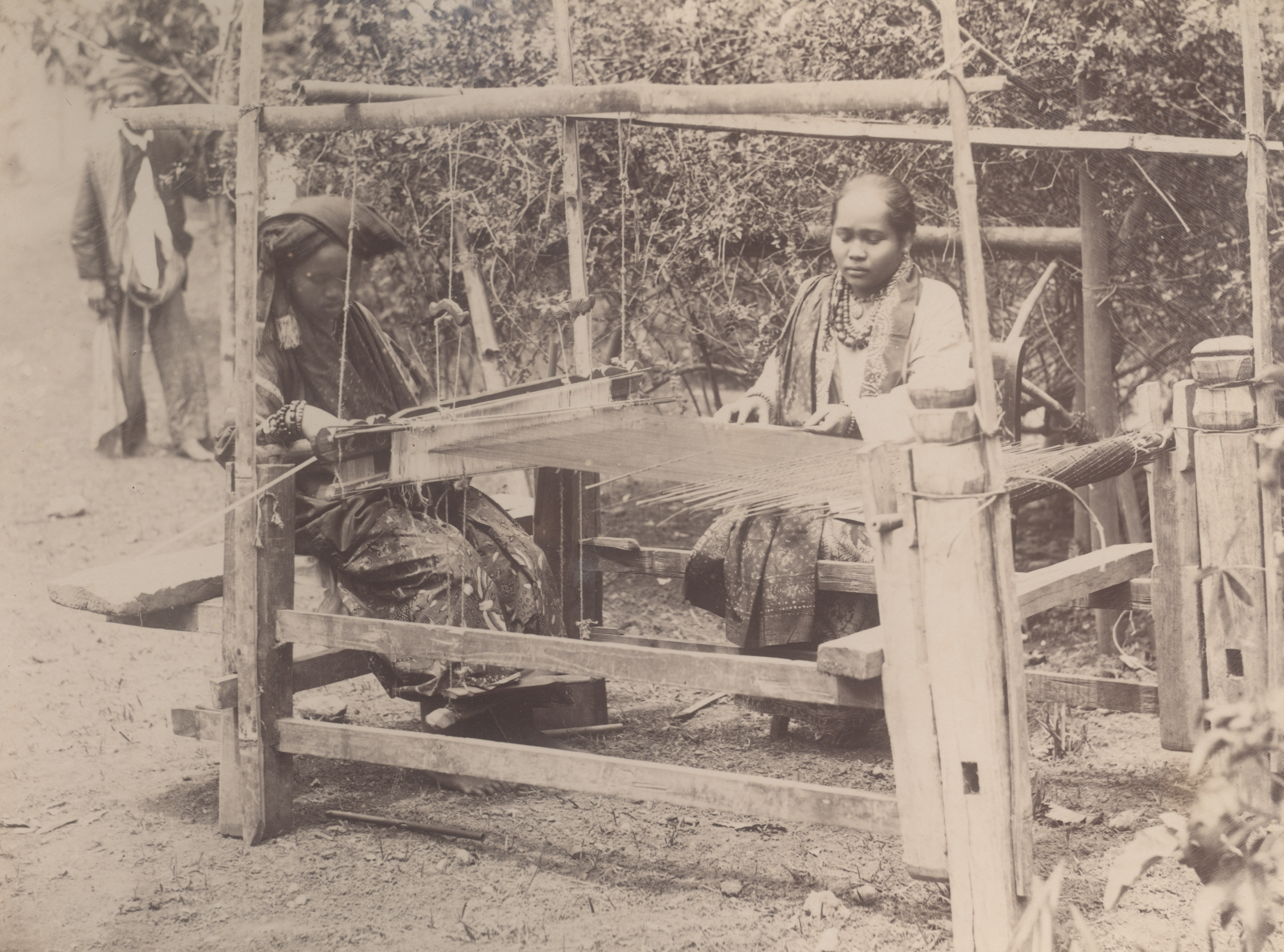
Songket-weefsters op Sumatra's Westkust

Songket is een brokaattechniek van de Minangkabau van West-Sumatra, Indonesië. Op een ondergrond van katoen of zijde worden reliëfpatronen van goud- of zilverdraad aangebracht. De draden worden van papier met een dun laagje bladgoud of -zilver gemaakt, of (iets minder fijn) van verguld of verzilverd koper- of bronsdraad. Vroeger waren deze draden afkomstig uit China.
Songket-textiel werd tot het begin van de 20e eeuw op vier plaatsen geweven: Kota Badang, Padang Panjang, Payakumbuh en Silungkang. Tegenwoordig worden de ceremoniële doeken in slechts enkele dorpen vervaardigd en één soort, de kain balapak, alleen nog maar in Pandai Sikat (Pandai Sikek, in het regentschap Tanah Datar, bij Padang Panjang en twaalf kilometer zuidelijk van Bukittinggi, zie ook Padri-oorlogen).
Er schijnen meer dan honderd traditionele motieven bestaan te hebben, bestaande uit plant- en dierfiguren en geometrische patronen. De oorspronkelijke betekenissen van de motieven zijn verloren gegaan na de bekering tot de islam van de Minangkabau in de 15e eeuw.

## Afbeeldingen

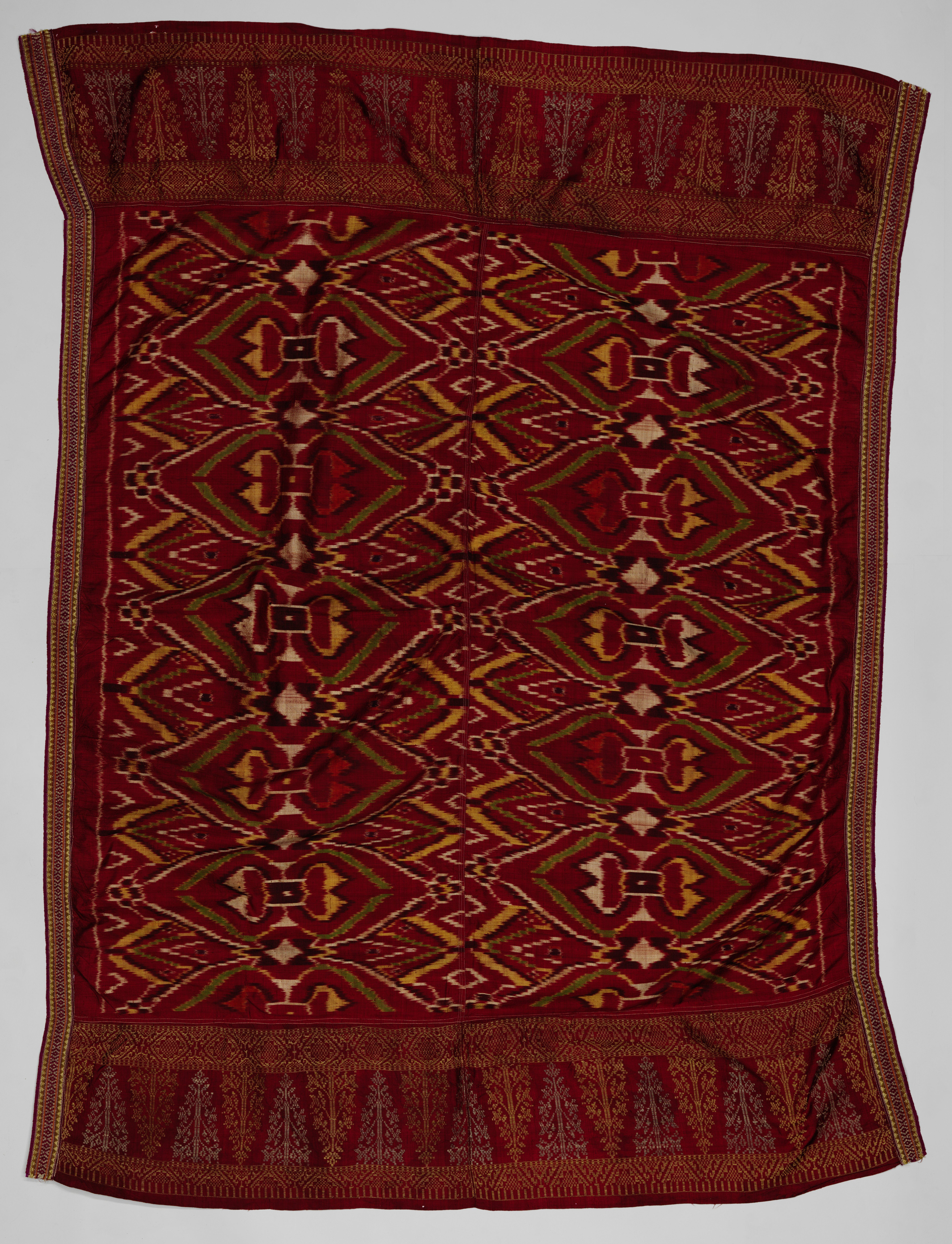
Tempeldoek, Rijksmuseum Amsterdam
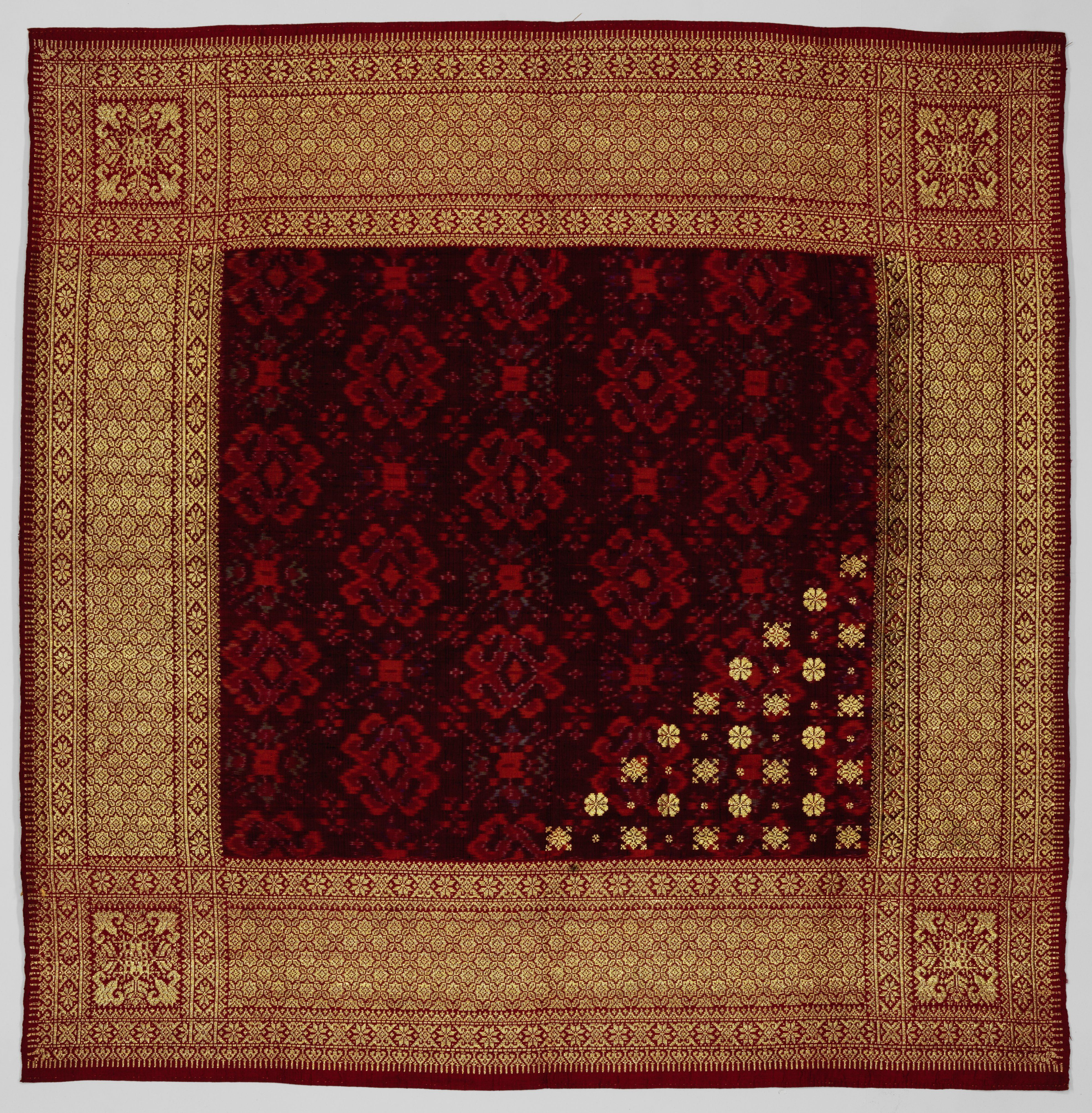
Hoofddoek, Rijksmuseum Amsterdam
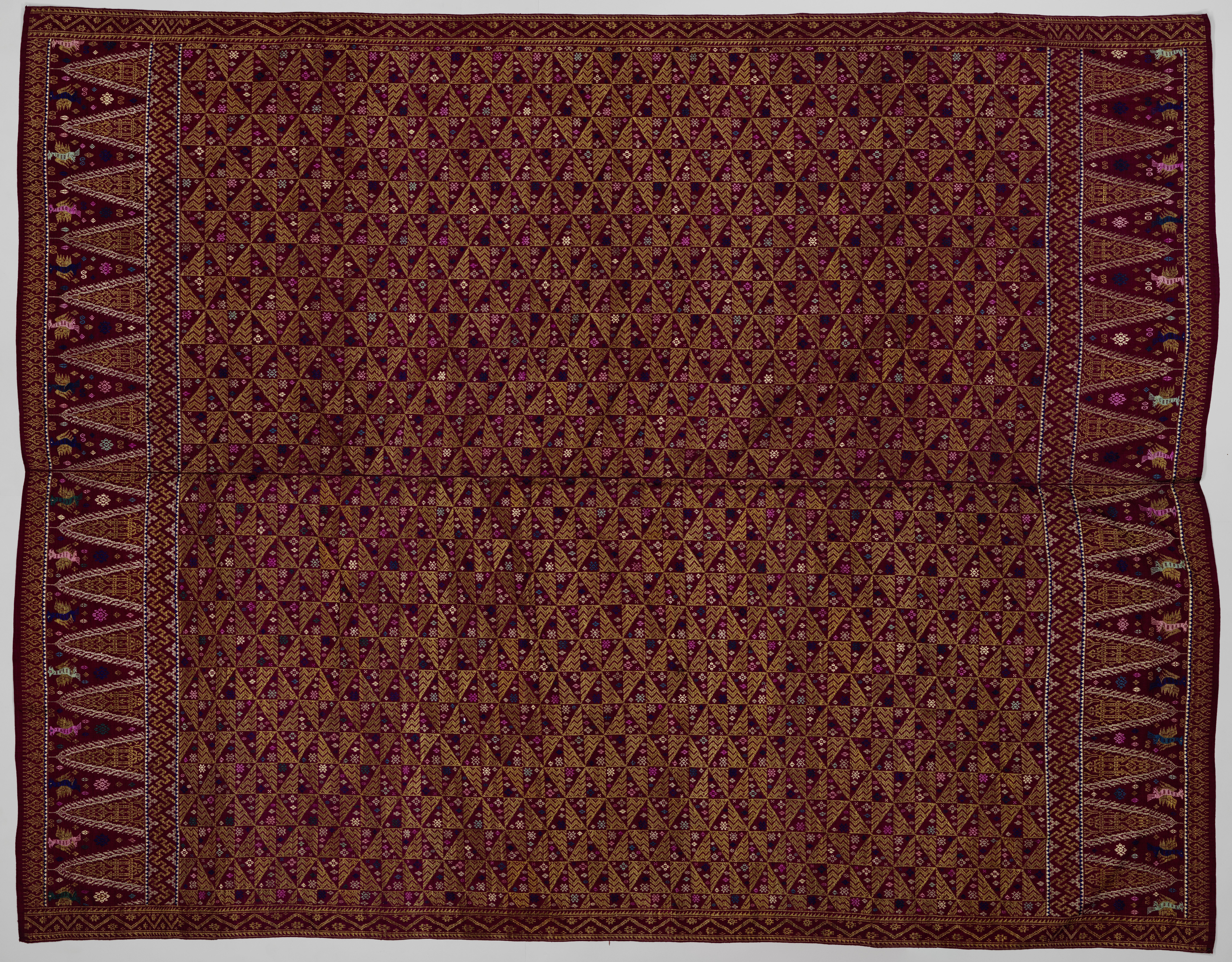
Heupdoek, Rijksmuseum Amsterdam
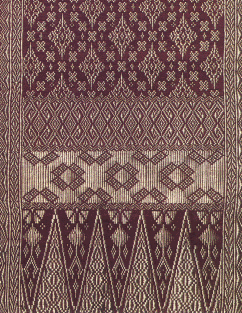
Songket (detail)